# Dale like a mi baile
"Dale like a mi baile" es un programa de entretenimiento panameño, presentado por Andrea Pérez, que comenzó a emitirse el 11 de abril de 2018 por TVN.
La dinámica del programa consiste en hacer competir a diez niños y jóvenes, entre 11 y 18 años, apasionados por el baile, con coreografías creadas sobre una música seleccionada por el jurado.
Cada coreografía se publicará en las redes sociales del programa, y aquella que reciba el mayor apoyo del público en el plazo de una semana será la ganadora.

## Historia
Dale like a mi baile es un programa que sucede a Muévelo, definido como un programa de baile y deporte. 
En su primera temporada, en el año 2018, el programa continuó con el formato de su predecesor Muévelo, con retos que ponen a los famosos a medirse a géneros musicales. Además, el formato tiene algo diferente, ya que la eliminación la realiza el público dando likes a través de las Redes Sociales, además se puede triplicar el like desde la página de Doit Center.

## Producción

### Espectáculos
Una característica importante del programa son los espectáculos televisados que se realizan para cada inicio de temporada, donde se muestran al jurado y a la Presentadora. Bailan con piezas musicales acompañadas por distintos cuadros de coreografías.
Otra de las producciones artísticas más destacadas es, dentro del formato, algunos de los llamados "ritmos especiales" que, por lo general, consisten en espectáculos de disciplinas acrobáticas, repletas de efectos visuales. 

### Grabación

#### Avenida Balboa
El programa se emite desde el Teatro Assa ubicado en la Avenida Balboa, Ciudad de Panamá, Panamá.

## Elenco
El elenco de Dale Like a mi Baile cuenta actualmente con un equipo de reparto integrado por Caio Mena charlando con ella en determinadas situaciones y animando a la audiencia durante el programa, utilizando el recurso de voz en off.

### Jurados
El conjunto de jurados está conformado por 3 integrantes: Nuno Sabroso, Giulia Settimini y Jesús Ortiz. Todos ellos conformando los equipos de los participantes.

### Certámenes emitidos dentro de Dale Like a mi Baile
| Temporada | Temporada | Galas | Estreno             | Final               |                 |
| Temporada | Temporada | Galas | Estreno             | Final               | Ganador         |
| --------- | --------- | ----- | ------------------- | ------------------- | --------------- |
|           | 1         | 10    | 11 de abril de 2018 | 20 de junio de 2018 | Delany Precilla |

## Emisiones
El programa es actualmente emitido en vivo una vez por semana los días miércoles. Por lo general, las emisiones comienzan a las 8:30 PM, extendiéndose hasta pasada las 10 PM. A su vez, los sábados se emiten repeticiones. En un principio, el programa empezaba a las ocho y media, excepto los días que se realizaban ritmos; entonces eran transmitidos luego de las ocho, en horario no apto para todo público.
Desde su principio, el programa ocupa el horario central, emitido tradicionalmente después de las ficciones que la cadena de la vía Ricardo J. Alfaro. 